# أحمد رفعت (لاعب كرة قدم مواليد 1942)
أحمد رفعت هو لاعب كرة قدم ومدرب كرة قدم مصري في مركز الدفاع، ولد في 21 يوليو 1942 في حي بولاق في مصر، وتوفي في 13 ديسمبر 2017. شارك مع منتخب مصر لكرة القدم. أما مع النوادي، فقد لعب مع نادي الزمالك.

## وصلات خارجية
- أحمد رفعت على موقع قاعدة بيانات كرة القدم.إي يو (الإنجليزية)